# Brücken von Edirne
Die Brücken von Edirne sind eine Reihe von Brücken aus osmanischer Zeit in der türkischen Stadt.
Aufgrund der Lage der Stadt im Halbkreis-Bogen des Flusses Tunca wurden im Lauf der Jahrhunderte verschiedene Steinbogenbrücken gebaut. Von Norden nach Süden flussabwärts sind dies:
- Die Fatih-Brücke (Eroberer-Brücke), die den alten Palast mit dem Turm Adalet Kasrı auf der Palastgarteninsel (heute die Insel mit dem Ringkampfstadion) und der Stadt verbindet. Die 1452 unter Sultan Mehmed dem Eroberer gebaute Brücke mit drei leicht angespitzten Bögen und Öffnungen über den beiden Pfeilern ist 34 m lang und 4 m breit (41° 41′ 24,8″ N, 26° 33′ 22,9″ O).

- Die Kanuni-Brücke (benannt nach Kanuni Sultan Süleyman, Sultan Süleyman der Gesetzgeber) setzt die Verbindung zwischen dem alten Palast und der Stadt fort. Sie wurde 1553/54 unter Süleyman I. durch den Baumeister Sinan erbaut. Die Brücke führt in einer langgestreckten Wölbung über vier leicht angespitzte Bögen, die erst unterhalb des normalen Wasserspiegels auf die Pfeiler treffen und dadurch sehr flach wirken. Die drei Pfeiler haben keine Öffnungen, sind aber durch dreieckige Vorköpfe gegen die Strömung geschützt. Die insgesamt 65 m lange Brücke (43 m zwischen den Widerlagern) wurde 2007 grundlegend renoviert (41° 41′ 13,5″ N, 26° 33′ 31,4″ O).

- Die Saraçhane-Brücke (auch Şahabettin-Paşa-Brücke, benannt nach dem Beylerbey von Rumelien; ebenfalls Sultan-Mustafa-Brücke, benannt nach Mustafa II. oder Horozlu (Hahn)-Brücke) am Südende der Palastgarteninsel wurde schon 1451 als Verbindung zwischen dem Palast und der Stadt gebaut. Sie ist 120 m lang und 5 m breit und quert den Fluss in einer flachen Wölbung über 10 Bögen unterschiedlicher Größe. Auch diese Brücke wurde 2007 aufwendig restauriert (41° 41′ 8,1″ N, 26° 33′ 15,7″ O).

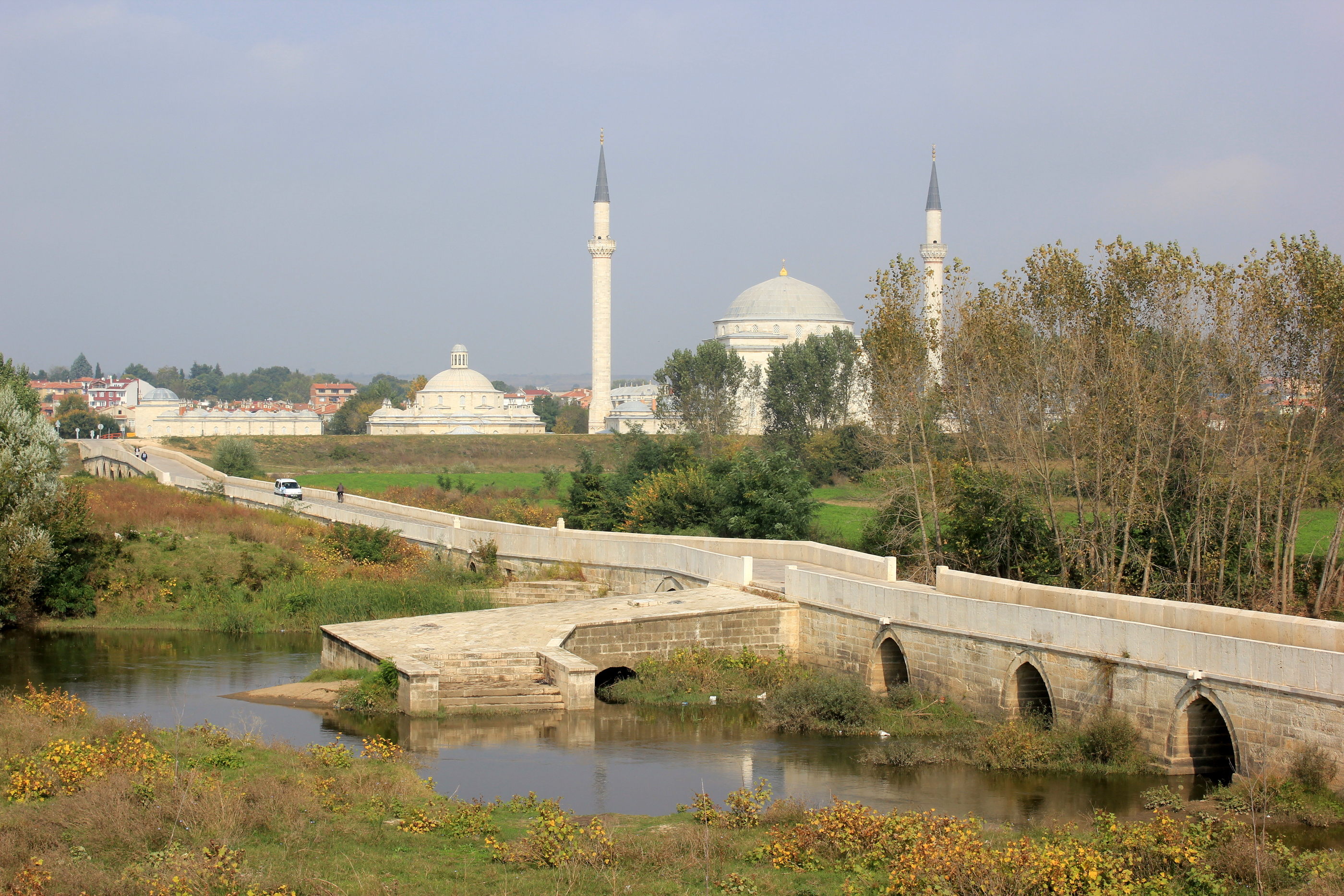
Yalnizgoz-Brücke im Vorder- und Bayezid-Brücke im Hintergrund

- Die Bayezid-Brücke (türk.: II. Bayezid köprüsü, benannt nach Sultan Bayezid II.) und die Yalnizgoz-Brücke verbinden den Sultan Bayezit II Külliyesi mit der Stadt. Die 1488 von dem Baumeister Hayrettin gebaute Bayezid-Brücke überspannt den Seitenarm des Tundscha mit sechs Bögen (41° 41′ 3,6″ N, 26° 32′ 38,7″ O). Die über den anderen Arm des Flusses 1567 gebaute Yalnizgoz-Brücke mit nur einem größeren Bogen und sieben Durchlässen hat eher den Charakter eines Damms zur Flussregulierung und geht ebenfalls auf Sinan zurück (41° 40′ 57,8″ N, 26° 32′ 48″ O).

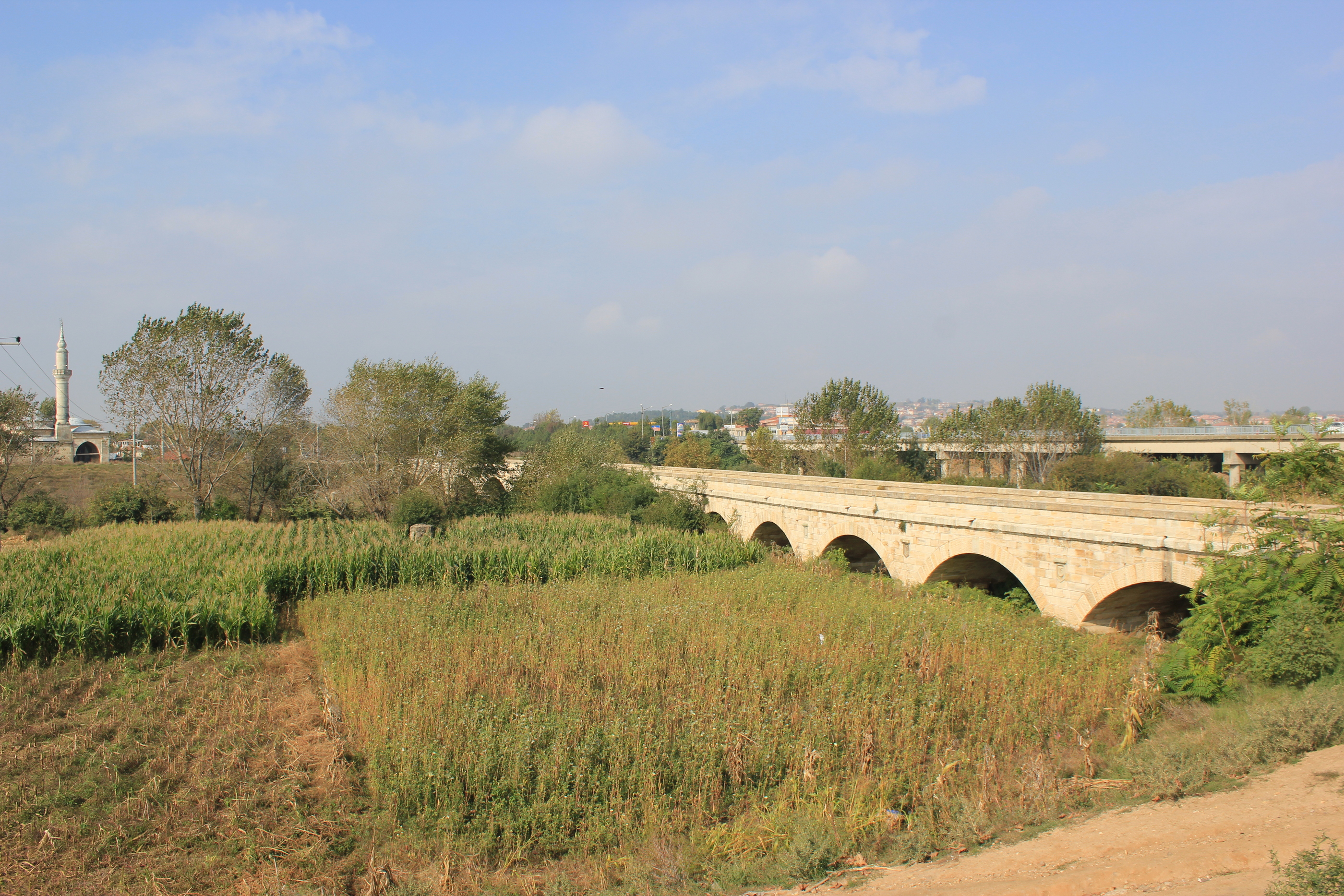
Gazi-Mihal-Brücke mit neuer Stahlbetonbrücke im Hintergrund

- Die Gazi-Mihal-Brücke im Westen der Innenstadt steht an der Stelle einer früheren Römerbrücke, von der allerdings nur einige anderweitig verwendete Steine übrig blieben. Im 15. Jahrhundert wurde dort eine Brücke von Gazi Mihal Bey erbaut, welche im 19. Jahrhundert durch die gegenwärtige Brücke ersetzt wurde, die von einer Seite des Hochwasserbettes zur anderen 190 m misst und aus einer langen Reihe von Segmentbögen besteht (41° 40′ 35,8″ N, 26° 32′ 30″ O). Wegen des Verkehrsaufkommens auf der D 100 wurde später eine Stahlbetonbrücke wenige Meter daneben errichtet.

- Eine stählerne Eisenbahnbrücke aus dem 20. Jahrhundert kreuzt den Tundscha einige hundert Meter weiter südlich.

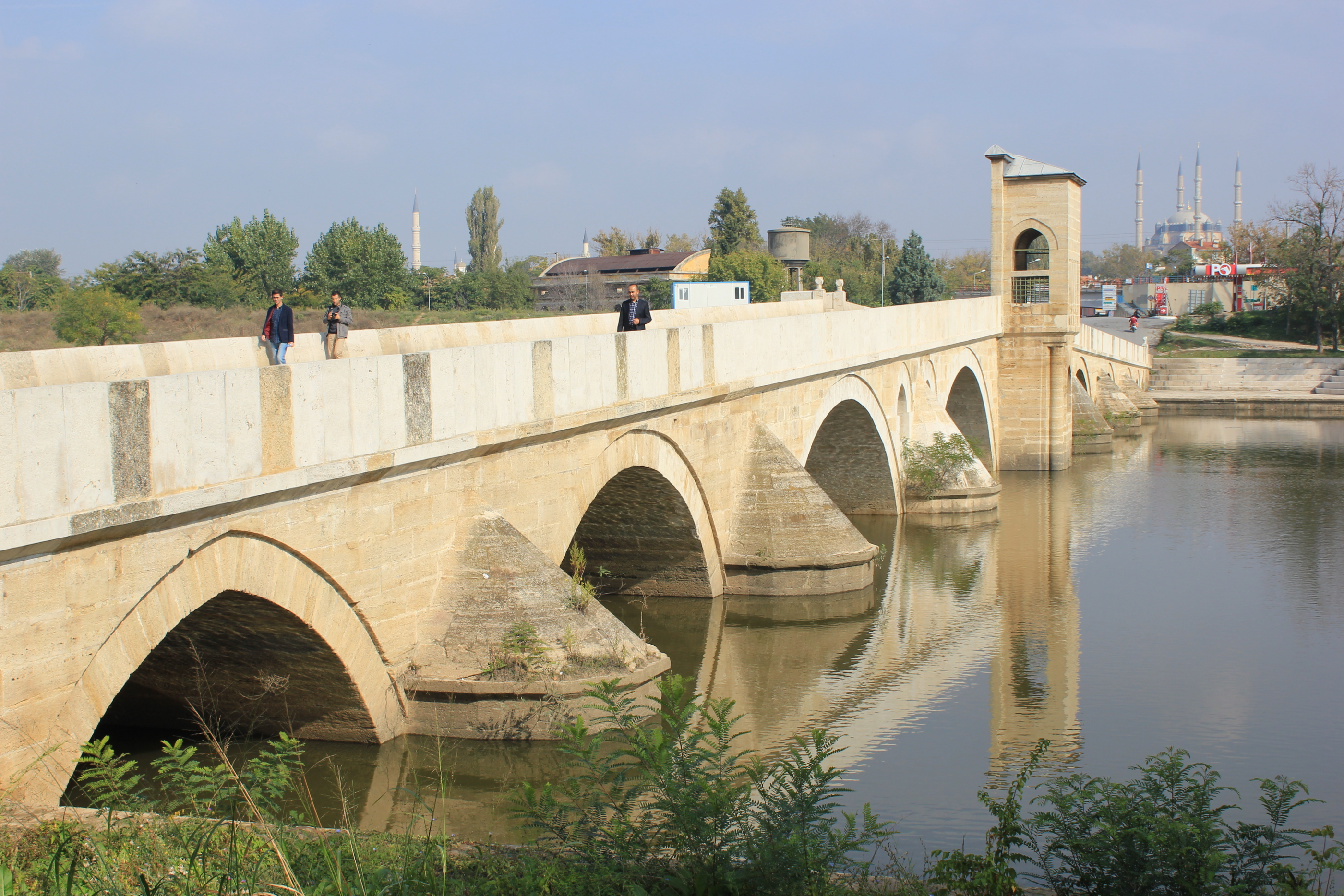
Ekmekcioglu-Ahmet-Pascha-Brücke

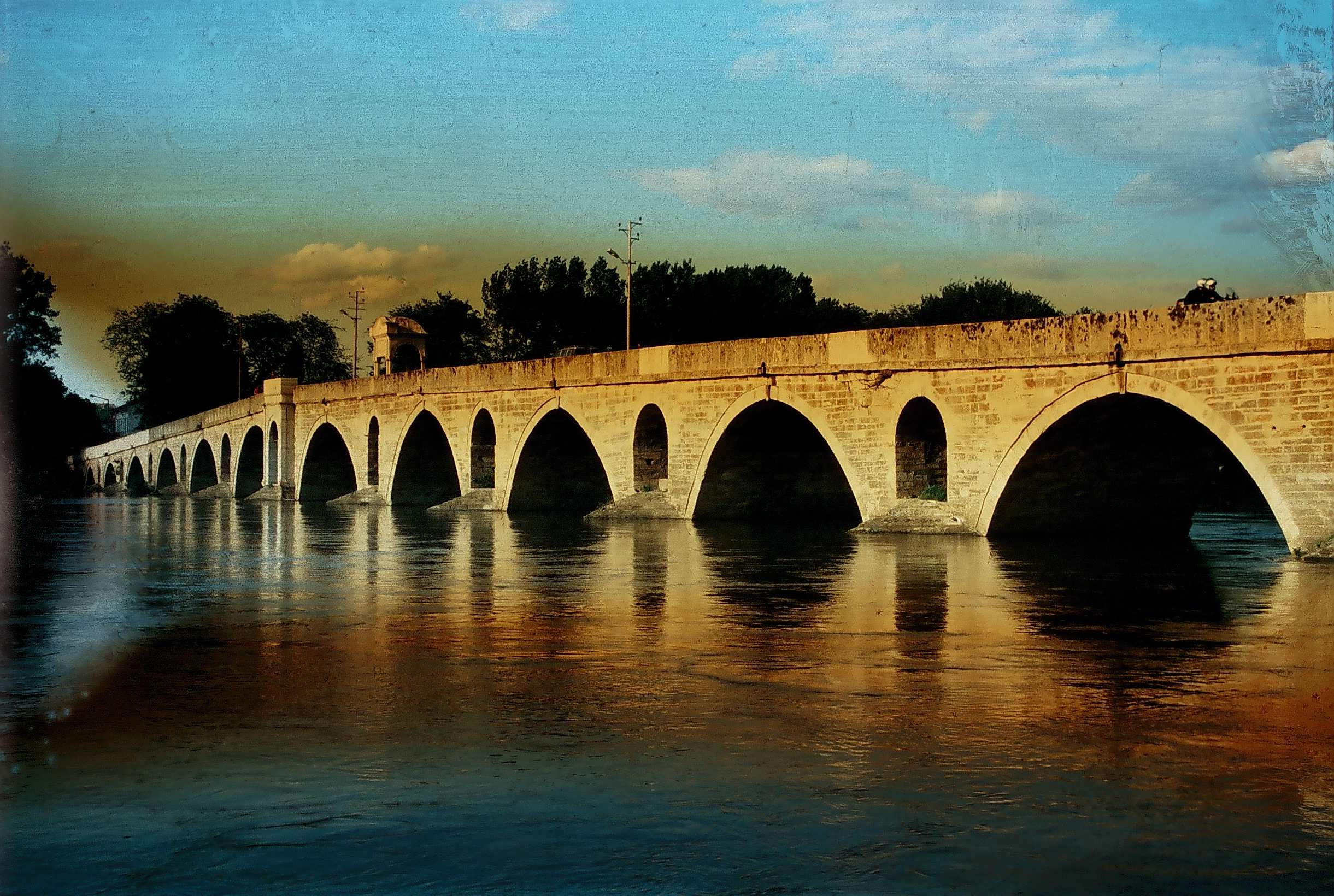
Neue Brücke bzw. Meriç-Brücke

- Die Ekmekcioglu-Ahmet-Pascha-Brücke über den Tundscha (auch einfach Tunca Köprüsü, Tunca-Brücke genannt) und die Neue Brücke über den Meriç (Meriç Köprüsü, Meriç-Brücke) verbinden die Innenstadt mit dem Süden und dienen bis heute der Fernstraße nach Griechenland als Flussquerung. Die Tunca-Brücke wurde 1607 bis 1615 erbaut. Sie hat acht Rundbögen und ist insgesamt 135 m lang (41° 40′ 4,3″ N, 26° 33′ 15″ O). Zwei Bögen wurden im Zweiten Weltkrieg zerstört und lange durch eine Behelfskonstruktion aus Stahl ersetzt. Erst bei der Renovierung 2007 wurden sie wieder originalgetreu aufgebaut. Die Meriç-Brücke wurde, auch wenn sie älter aussieht, erst 1842 gebaut. Sie ist mit einer Gesamtlänge von 235 m und zwölf Rundbögen mit Öffnungen über den Pfeilern die längste der Brücken in Edirne (41° 39′ 48,4″ N, 26° 33′ 7,7″ O).